# Vicia popovii
Vicia popovii là một loài thực vật có hoa trong họ Đậu. Loài này được O.D.Nikif. miêu tả khoa học đầu tiên.